# Ek (släkt)
Det vanliga efternamnet Ek bärs av många svenska släkter utan relation till varandra. Det släktträd som presenteras här utgår från litteraturhistorikern Sverker Ek (1887–1981) och omfattar fyra generationer med biograferade personer. Många av dessa har varit verksamma inom teater och dans. Uppgifterna i trädet har genomgående sammanställts från vederbörandes biografier. 

## Släktträd (urval)
- Sverker Ek (1887–1981), litteraturhistoriker, professor
- + Karin Ek (1885–1926), författare, gift med Sverker Ek från 19099
  - Birgitta Ek (1913–1976), författare
  - + Erland Hofsten (1911–1996), gift  med Birgitta Ek 1936–1953
  - Anders Ek (1916–1979), skådespelare
  - + Birgit Cullberg (1908–1999), dansös och koreograf, gift med Anders Ek 1942–1949
    - Niklas Ek (född 1943), premiärdansör och skådespelare
    - Mats Ek (född 1945), koreograf och regissör
    - + Ana Laguna (född 1955), hovdansare, professors namn, gift med Mats Ek
    - Malin Ek (född 1945), skådespelare
    - + Hans Klinga (född 1949), skådespelare och regissör, någon tid i relation till Malin Ek
      - Elin Klinga (född 1969), skådespelare
- + Ingrid Ek, född Häggström, gift med Sverker Ek från 1927
  - Sverker R. Ek (1930–2019), professor i litteraturvetenskap